# Lista de presidentes do Governo da Espanha
O presidente do Governo de Espanha (espanhol Presidente del Goberno de España) é o chefe de governo da Espanha. Não há data específica em que o cargo de chefe de Governo surgiu, pois o cargo não foi criado de uma vez, mas evoluiu ao longo de um período de tempo através dos tempos e os acúmulos de funções. Os historiadores modernos não conseguiram concordar quem foi o primeiro presidente do Governo da Espanha, mas Francisco Martínez de la Rosa foi o primeiro primeiro-ministro reconhecido por uma lei constitucional (o Estatuto Real Espanhol de 1834).
Na atual Espanha moderna, o primeiro chefe de Governo do Reino da Espanha desde a aprovação da atual Constituição foi Adolfo Suárez. Devido à evolução gradual do cargo, o título é aplicado aos primeiros primeiros-ministros apenas retrospectivamente e, portanto, esta lista inclui aqueles que foram referidos como tal sob vários títulos desde a criação do Conselho de Ministros em 1823. Desde o reinado de Filipe V, os primeiros-ministros receberam vários nomes como Secretário de Estado (até 1834), Presidente do Conselho de Ministros (1834-1868; 1874-1923; 1925-1936), Presidente do Poder Executivo (1874) ou Presidente da o Governo (1938-presente), entre outros. Abaixo as denominações totais com o passar do tempo. 

## Denominação
- Secretário de Estado (1823-1834)
- Presidente do Conselho de Ministros (1834-1868)

- Presidente da Junta Revolucionária (1868)
- Presidente do Governo Provisório (1868-1869)
- Presidente do Poder Executivo (1869)
- Presidente do Conselho de Ministros (1869-1873)
- Presidente do Poder Executivo da República Espanhola (1873-1874)
- Presidente do Conselho de Ministros (1874)
- Presidente do Ministério-Regencial (1874-1875)
- Presidente do Conselho de Ministros (1875-1923)
- Presidente do Diretório Militar (1923-1925)
- Presidente do Conselho de Ministros (1925-1939)
- Chefe do Governo de Estado (1936-1938)
- Presidente do Governo (1938-presente)

## Secretários de Estados
Os secretários de Estado eram os mandatários do Conselho de Ministros na ausencia do rei após a aprovação do conselho em 1823 pelo rei Fernando VII.
- Victor Damian Saez (19 de novembro de 1823 – 2 de dezembro de 1823)
- Carlos Martínez de Irujo y Tacón (2 de dezembro de 1823 - 25 de dezembro de 1823)
- Narciso Heredia (25 de dezembro de 1823 – 11 de julho de 1824)
- Francisco Cea Bermúdez (11 de julho de 1824 - 24 de outubro de 1824)
- Pedro de Alcántara Álvarez de Toledo (24 de outubro de 1825 – 19 de agosto de 1826)
- Manuel González Salmón (19 de agosto de 1826 – 20 de janeiro de 1832)
- Antonio de Saavedra y Jofré (20 de janeiro de 1832 – 1 de outubro de 1832)
- Francisco Cea Bermúdez (1 de outubro de 1832 – 15 de janeiro de 1834)

## Lista de chefes de Governo
| Retrato                                  | Presidente                                                            | Início do Mandato       | Fim do Mandato                           | Partido                                                                          | Eleição             | Chefe de Estado                                              |
| ---------------------------------------- | --------------------------------------------------------------------- | ----------------------- | ---------------------------------------- | -------------------------------------------------------------------------------- | ------------------- | ------------------------------------------------------------ |
| Reino de Espanha (1834-1868)             |                                                                       |                         |                                          |                                                                                  |                     |                                                              |
|                                          | Francisco Martínez de la Rosa (1787-1862)                             | 15 de janeiro de 1834   | 7 de junho de 1835                       | Partido Moderado                                                                 | 1834                | Rainha Regente Maria Cristina das Duas Sicílias (1833-1840)  |
|                                          | José María Queipo de Llano 7.º Conde de Toreno (1786-1843)            | 7 de junho de 1835      | 14 de setembro de 1835                   | Partido Moderado                                                                 | -                   | Rainha Regente Maria Cristina das Duas Sicílias (1833-1840)  |
|                                          | Miguel Ricardo de Álava (1772-1843)                                   | 14 de setembro de 1835  | 25 de setembro de 1835                   | Partido Progressista                                                             | -                   | Rainha Regente Maria Cristina das Duas Sicílias (1833-1840)  |
|                                          | Juan Álvarez Mendizábal (1790-1853)                                   | 25 de setembro de 1835  | 15 de maio de 1836                       | Partido Progressista                                                             | Set.1836            | Rainha Regente Maria Cristina das Duas Sicílias (1833-1840)  |
|                                          | Francisco Javier de Istúriz (1790-1871)                               | 15 de maio de 1836      | 14 de agosto de 1836                     | Partido Moderado                                                                 | -                   | Rainha Regente Maria Cristina das Duas Sicílias (1833-1840)  |
|                                          | José María Calatrava (1781-1846)                                      | 14 de agosto de 1836    | 18 de agosto de 1837                     | Partido Progressista                                                             | Out.1836            | Rainha Regente Maria Cristina das Duas Sicílias (1833-1840)  |
|                                          | Baldomero Espartero Conde de Luchana (1793-1879)                      | 18 de agosto de 1837    | 18 de outubro de 1837                    | Partido Progressista                                                             | 1837                | Rainha Regente Maria Cristina das Duas Sicílias (1833-1840)  |
|                                          | Eusebio Bardají y Azara (1776-1842)                                   | 18 de outubro de 1837   | 16 de dezembro de 1837                   | Partido Moderado                                                                 | -                   | Rainha Regente Maria Cristina das Duas Sicílias (1833-1840)  |
|                                          | Narciso Heredia Conde de Ofalia (1775-1847)                           | 16 de dezembro de 1837  | 6 de setembro de 1838                    | Partido Moderado                                                                 | -                   | Rainha Regente Maria Cristina das Duas Sicílias (1833-1840)  |
|                                          | Bernardino Fernández de Velasco 14.º Duque de Frías (1783-1851)       | 6 de setembro de 1838   | 9 de dezembro de 1838                    | Partido Moderado                                                                 | -                   | Rainha Regente Maria Cristina das Duas Sicílias (1833-1840)  |
|                                          | Evaristo Pérez de Castro (1778-1849)                                  | 9 de dezembro de 1838   | 20 de julho de 1840                      | Partido Moderado                                                                 | 1839 1840           | Rainha Regente Maria Cristina das Duas Sicílias (1833-1840)  |
|                                          | Antonio González (1792-1876)                                          | 20 de julho de 1840     | 12 de agosto de 1840                     | Partido Progressista                                                             | -                   | Rainha Regente Maria Cristina das Duas Sicílias (1833-1840)  |
|                                          | Valentín Ferraz (1792-1866)                                           | 12 de agosto de 1840    | 28 de agosto de 1840                     | Partido Progressista                                                             | -                   | Rainha Regente Maria Cristina das Duas Sicílias (1833-1840)  |
|                                          | Modesto Cortázar (1783-1862)                                          | 29 de agosto de 1840    | 11 de setembro de 1840                   | Partido Progressista                                                             | -                   | Rainha Regente Maria Cristina das Duas Sicílias (1833-1840)  |
|                                          | Vicente Sancho (1784-1860)                                            | 11 de setembro de 1840  | 16 de setembro de 1840                   | Partido Progressista                                                             | -                   | Rainha Regente Maria Cristina das Duas Sicílias (1833-1840)  |
|                                          | Baldomero Espartero Duque de La Vitoria e Morella (1793-1879)         | 16 de setembro de 1840  | 10 de maio de 1841                       | Partido Progressista                                                             | 1841                | Regente Baldomero Espartero (1840-1843)                      |
|                                          | Joaquín María Ferrer (1777-1861)                                      | 10 de maio de 1841      | 20 de maio de 1841                       | Partido Progressista                                                             | -                   | Regente Baldomero Espartero (1840-1843)                      |
|                                          | Antonio González (1792-1876)                                          | 20 de maio de 1841      | 17 de junho de 1842                      | Partido Progressista                                                             | -                   | Regente Baldomero Espartero (1840-1843)                      |
|                                          | José Ramón Rodil 1.º Marquês de Rodil (1789-1853)                     | 17 de junho de 1842     | 9 de maio de 1843                        | Partido Progressista                                                             | Fev.1843            | Regente Baldomero Espartero (1840-1843)                      |
|                                          | Joaquín María López (1798-1855)                                       | 9 de maio de 1843       | 19 de maio de 1843                       | Partido Progressista                                                             | -                   | Regente Baldomero Espartero (1840-1843)                      |
|                                          | Álvaro Gómez Becerra (1771-1855)                                      | 19 de maio de 1843      | 23 de julho de 1843                      | Partido Progressista                                                             | -                   | Regente Baldomero Espartero (1840-1843)                      |
|                                          | Joaquín María López (1798-1855)                                       | 23 de julho de 1843     | 20 de novembro de 1843                   | Partido Progressista                                                             | Set.1843            | Rainha Isabel II (1843-1868)                                 |
|                                          | Salustiano de Olózaga (1805-1873)                                     | 20 de novembro de 1843  | 29 de novembro de 1843                   | Partido Progressista                                                             | -                   | Rainha Isabel II (1843-1868)                                 |
|                                          | Luis González Bravo (1811-1871)                                       | 5 de dezembro de 1843   | 3 de maio de 1844                        | Partido Moderado                                                                 | -                   | Rainha Isabel II (1843-1868)                                 |
|                                          | Ramón María Narváez 1.º Duque de Valência (1800-1868)                 | 3 de maio de 1844       | 11 de fevereiro de 1846                  | Partido Moderado                                                                 | 1844                | Rainha Isabel II (1843-1868)                                 |
|                                          | Manuel de Pando 6.º Marquês de Miraflores (1792-1872)                 | 12 de fevereiro de 1846 | 16 de março de 1846                      | Partido Moderado                                                                 | -                   | Rainha Isabel II (1843-1868)                                 |
|                                          | Ramón María Narváez 1.º Duque de Valência (1800-1868)                 | 16 de março de 1846     | 5 de abril de 1846                       | Partido Moderado                                                                 | -                   | Rainha Isabel II (1843-1868)                                 |
|                                          | Francisco Javier de Istúriz (179-1871)                                | 5 de abril de 1846      | 28 de janeiro de 1847                    | Partido Moderado                                                                 | 1846                | Rainha Isabel II (1843-1868)                                 |
|                                          | Carlos Martínez de Irujo 2.º Marquês de Casa Ijuro (1802-1855)        | 28 de janeiro de 1847   | 28 de março de 1847                      | Partido Moderado                                                                 | -                   | Rainha Isabel II (1843-1868)                                 |
|                                          | Joaquín Francisco Pacheco (1808-1865)                                 | 28 de março de 1847     | 31 de agosto de 1847                     | Partido Moderado                                                                 | -                   | Rainha Isabel II (1843-1868)                                 |
|                                          | Florencio García Goyena (1783-1855)                                   | 12 de setembro de 1847  | 4 de outubro de 1847                     | Partido Moderado                                                                 | -                   | Rainha Isabel II (1843-1868)                                 |
|                                          | Ramón María Narváez 1.º Duque de Valência (1800-1868)                 | 4 de outubro de 1847    | 19 de outubro de 1849                    | Partido Moderado                                                                 | -                   | Rainha Isabel II (1843-1868)                                 |
|                                          | Serafín María de Sotto 3.º Conde de Clonard (1793-1862)               | 19 de outubro de 1849   | 20 de outubro de 1849                    | Partido Moderado                                                                 | -                   | Rainha Isabel II (1843-1868)                                 |
|                                          | Ramón María Narváez 1.º Duque de Valência (1800-1868)                 | 20 de outubro de 1849   | 10 de janeiro de 1851                    | Partido Moderado                                                                 | 1850                | Rainha Isabel II (1843-1868)                                 |
|                                          | Juan Bravo Murillo (1803-1873)                                        | 14 de janeiro de 1851   | 14 de dezembro de 1852                   | Partido Moderado                                                                 | 1851                | Rainha Isabel II (1843-1868)                                 |
|                                          | Federico de Roncali 1.º Conde de Alcoy (1806-1857)                    | 14 de dezembro de 1852  | 14 de abril de 1853                      | Partido Moderado                                                                 | 1853                | Rainha Isabel II (1843-1868)                                 |
|                                          | Francisco de Lersundi (1817-1874)                                     | 14 de abril de 1853     | 14 de setembro de 1853                   | Partido Moderado                                                                 | -                   | Rainha Isabel II (1843-1868)                                 |
|                                          | Luis José Sartorius 1.º Conde de San Luis (1820-1871)                 | 14 de setembro de 1853  | 17 de julho de 1854                      | Partido Moderado                                                                 | -                   | Rainha Isabel II (1843-1868)                                 |
|                                          | Fernando Fernández de Córdova 2.º Conde de Mendogorría (1809-1883)    | 17 de julho de 1854     | 18 de julho de 1854                      | Partido Moderado                                                                 | -                   | Rainha Isabel II (1843-1868)                                 |
|                                          | Ángel de Saavedra Duque de Rivas (1791-1865)                          | 18 de julho de 1854     | 19 de julho de 1854                      | Partido Moderado                                                                 | -                   | Rainha Isabel II (1843-1868)                                 |
|                                          | Baldomero Espartero Duque de La Victoria e Morella (1793-1879)        | 19 de julho de 1854     | 14 de julho de 1856                      | Partido Progressista                                                             | 1854                | Rainha Isabel II (1843-1868)                                 |
|                                          | Leopoldo O'Donnell Duque de Tetuán (1809-1867)                        | 14 de julho de 1856     | 12 de outubro de 1856                    | União Liberal                                                                    | -                   | Rainha Isabel II (1843-1868)                                 |
|                                          | Ramón María Narváez 1.º Duque de Valência (1800-1868)                 | 12 de outubro de 1856   | 15 de outubro de 1857                    | Partido Moderado                                                                 | 1857                | Rainha Isabel II (1843-1868)                                 |
|                                          | Francisco Armero Marquês de Nevión (1804-1866)                        | 15 de outubro de 1857   | 14 de janeiro de 1858                    | Partido Moderado                                                                 | -                   | Rainha Isabel II (1843-1868)                                 |
|                                          | Francisco Javier de Istúriz (179-1871)                                | 14 de janeiro de 1858   | 30 de junho de 1858                      | Partido Moderado                                                                 | -                   | Rainha Isabel II (1843-1868)                                 |
|                                          | Leopoldo O'Donnell Duque de Tetuán (1809-1867)                        | 30 de junho de 1858     | 7 de novembro de 1859                    | União Liberal                                                                    | 1858                | Rainha Isabel II (1843-1868)                                 |
|                                          | Saturnino Calderón Collantes (1799-1864)                              | 7 de novembro de 1859   | 30 de abril de 1860                      | União Liberal                                                                    | -                   | Rainha Isabel II (1843-1868)                                 |
|                                          | Leopoldo O'Donnell Duque de Tetuán (1809-1867)                        | 30 de abril de 1860     | 2 de março de 1863                       | União Liberal                                                                    | 1858                | Rainha Isabel II (1843-1868)                                 |
|                                          | Manuel de Pando 6.º Marquês de Miraflores (1792-1872)                 | 2 de março de 1863      | 17 de janeiro de 1864                    | Partido Moderado                                                                 | 1863                | Rainha Isabel II (1843-1868)                                 |
|                                          | Lorenzo Arrazola (1797-1873)                                          | 17 de janeiro de 1864   | 1.º de março de 1864                     | Partido Moderado                                                                 | -                   | Rainha Isabel II (1843-1868)                                 |
|                                          | Alejandro Mon (1801-1882)                                             | 1.º de março de 1864    | 16 de setembro de 1864                   | Partido Moderado                                                                 | -                   | Rainha Isabel II (1843-1868)                                 |
|                                          | Ramón María Narváez 1.º Duque de Valência (1800-1868)                 | 16 de setembro de 1864  | 21 de junho de 1865                      | Partido Moderado                                                                 | 1864                | Rainha Isabel II (1843-1868)                                 |
|                                          | Leopoldo O'Donnell Duque de Tetuán (1809-1867)                        | 21 de junho de 1865     | 10 de julho de 1866                      | União Liberal                                                                    | 1865                | Rainha Isabel II (1843-1868)                                 |
|                                          | Ramón María Narváez 1.º Duque de Valência (1800-1868)                 | 10 de julho de 1866     | 23 de abril de 1868                      | Partido Moderado                                                                 | 1867                | Rainha Isabel II (1843-1868)                                 |
|                                          | Luis González Bravo (1811-1871)                                       | 23 de abril de 1868     | 19 de setembro de 1868                   | Partido Moderado                                                                 | -                   | Rainha Isabel II (1843-1868)                                 |
|                                          | José Gutiérrez de la Concha Marquês de Havana (1809-1895)             | 19 de setembro de 1868  | 30 de setembro de 1868 (Deposto)         | Partido Moderado                                                                 | -                   | Rainha Isabel II (1843-1868)                                 |
| Sexênio Revolucionário (1868-1873)       |                                                                       |                         |                                          |                                                                                  |                     |                                                              |
|                                          | Francisco Serrano Duque de la Torre (1810-1885)                       | 3 de outubro de 1868    | 18 de junho de 1869                      | União Liberal                                                                    | 1869                | Regente Francisco Serrano (1868-1871)                        |
|                                          | Juan Prim Marquês de Cartillejos (1814-1870)                          | 18 de junho de 1869     | 27 de dezembro de 1870 (Assassinado)     | Partido Progressista                                                             | -                   | Regente Francisco Serrano (1868-1871)                        |
|                                          | Juan Bautista Topete (1821-1885)                                      | 27 de dezembro de 1870  | 4 de janeiro de 1871                     | União Liberal                                                                    | -                   | Rei Amadeu I (1871-1873)                                     |
|                                          | Francisco Serrano Duque de la Torre (1810-1885)                       | 4 de janeiro de 1871    | 24 de julho de 1871                      | União Liberal                                                                    | 1871                | Rei Amadeu I (1871-1873)                                     |
|                                          | Manuel Ruiz Zorrilla (1833-1895)                                      | 24 de julho de 1871     | 5 de outubro de 1871                     | Partido Democrático Radical                                                      | -                   | Rei Amadeu I (1871-1873)                                     |
|                                          | José Malcampo 3.º Marquês de San Rafael (1828-1880)                   | 5 de outubro de 1871    | 21 de dezembro de 1871                   | Partido Constitucional                                                           | -                   | Rei Amadeu I (1871-1873)                                     |
|                                          | Práxedes Mateo Sagasta (1825-1903)                                    | 21 de dezembro de 1871  | 26 de maio de 1872                       | Partido Constitucional                                                           | Abr.1872            | Rei Amadeu I (1871-1873)                                     |
|                                          | Francisco Serrano Duque de la Torre (1810-1885)                       | 26 de maio de 1872      | 13 de junho de 1872                      | Partido Constitucional                                                           | -                   | Rei Amadeu I (1871-1873)                                     |
|                                          | Manuel Ruiz Zorrilla (1833-1895)                                      | 13 de junho de 1872     | 11 de fevereiro de 1873                  | Partido Democrático Radical                                                      | 1872                | Rei Amadeu I (1871-1873)                                     |
| Primeira República Espanhola (1873-1874) |                                                                       |                         |                                          |                                                                                  |                     |                                                              |
|                                          | Estanislao Figueras (1819-1882)                                       | 12 de fevereiro de 1873 | 11 de junho de 1873                      | Partido Republicano Democrático Federal                                          | 1873                | Presidente Estanislao Figueras (1873)                        |
|                                          | Francisco Pi y Margall (1824-1901)                                    | 11 de junho de 1873     | 18 de julho de 1873                      | Partido Republicano Democrático Federal                                          | -                   | Presidente Francisco Pi y Margall (1873)                     |
|                                          | Nicolás Salmerón (1838-1908)                                          | 18 de julho de 1873     | 7 de setembro de 1873                    | Partido Republicano Democrático Federal                                          | -                   | Presidente Nicolás Salmerón (1873)                           |
|                                          | Emilio Castelar (1832-1899)                                           | 7 de setembro de 1873   | 3 de janeiro de 1874                     | Partido Republicano Democrático Federal                                          | -                   | Presidente Emilio Castelar (1873-1874)                       |
|                                          | Francisco Serrano Duque de la Torre (1810-1885)                       | 3 de janeiro de 1874    | 26 de fevereiro de 1874                  | Partido Republicano Democrático Federal                                          | -                   | Presidente Francisco Serrano (1874)                          |
|                                          | Juan de Zavala Marquês de Sierra Bullones (1804-1879)                 | 26 de fevereiro de 1874 | 29 de junho de 1874                      | Partido Constitucional                                                           | -                   | Presidente Francisco Serrano (1874)                          |
|                                          | Práxedes Mateo Sagasta (1825-1903)                                    | 3 de setembro de 1874   | 31 de dezembro de 1874                   | Partido Constitucional                                                           | -                   | Presidente Francisco Serrano (1874)                          |
| Restauração da Monarquia (1874-1931)     |                                                                       |                         |                                          |                                                                                  |                     |                                                              |
|                                          | Antonio Cánovas del Castillo (1828-1897)                              | 31 de dezembro de 1874  | 12 de setembro de 1875                   | Partido Conservador                                                              | -                   | Rei Afonso XII (1875-1886)                                   |
|                                          | Joaquín Jovellar Soler (1819-1892)                                    | 12 de setembro de 1875  | 2 de dezembro de 1875                    | Partido Conservador                                                              | -                   | Rei Afonso XII (1875-1886)                                   |
|                                          | Antonio Cánovas del Castillo (1828-1897)                              | 2 de dezembro de 1875   | 7 de março de 1879                       | Partido Conservador                                                              | 1876                | Rei Afonso XII (1875-1886)                                   |
|                                          | Arsenio Martínez Campos (1831-1900)                                   | 7 de março de 1879      | 9 de dezembro d                          | Partido Conservador                                                              | 1879                | Rei Afonso XII (1875-1886)                                   |
|                                          | Antonio Cánovas del Castillo (1828-1897)                              | 9 de dezembro de 1879   | 8 de fevereiro de 1881                   | Partido Conservador                                                              | -                   | Rei Afonso XII (1875-1886)                                   |
|                                          | Práxedes Mateo Sagasta (1825-1903)                                    | 8 de fevereiro de 1881  | 13 de outubro de 1883                    | Partido Liberal                                                                  | 1881                | Rei Afonso XII (1875-1886)                                   |
|                                          | José de Posada Herrera (1814-1885)                                    | 13 de outubro de 1883   | 18 de janeiro de 1884                    | Esquerda Dinástica                                                               | -                   | Rei Afonso XII (1875-1886)                                   |
|                                          | Antonio Cánovas del Castillo (1828-1897)                              | 18 de janeiro de 1884   | 27 de novembro de 1885                   | Partido Conservador                                                              | 1884                | Rei Afonso XII (1875-1886)                                   |
|                                          | Práxedes Mateo Sagasta (1825-1903)                                    | 27 de novembro de 1885  | 5 de julho de 1890                       | Partido Liberal                                                                  | 1886                | Rainha Regente Maria Cristina da Áustria (1886-1902)         |
|                                          | Antonio Cánovas del Castillo (1828-1897)                              | 5 de julho de 1890      | 11 de dezembro de 1892                   | Partido Conservador                                                              | 1891                | Rainha Regente Maria Cristina da Áustria (1886-1902)         |
|                                          | Práxedes Mateo Sagasta (1825-1903)                                    | 11 de dezembro de 1892  | 23 de março de 1895                      | Partido Liberal                                                                  | 1893                | Rainha Regente Maria Cristina da Áustria (1886-1902)         |
|                                          | Antonio Cánovas del Castillo (1828-1897)                              | 23 de março de 1895     | 8 de agosto de 1897 (Morreu no cargo)    | Partido Conservador                                                              | 1896                | Rainha Regente Maria Cristina da Áustria (1886-1902)         |
|                                          | Marcelo Azcárraga (1832-1915)                                         | 8 de agosto de 1897     | 4 de outubro de 1897                     | Partido Conservador                                                              | -                   | Rainha Regente Maria Cristina da Áustria (1886-1902)         |
|                                          | Práxedes Mateo Sagasta (1825-1903)                                    | 4 de outubro de 1897    | 4 de março de 1899                       | Partido Liberal                                                                  | 1898                | Rainha Regente Maria Cristina da Áustria (1886-1902)         |
|                                          | Francisco Silvela (1843-1905)                                         | 4 de março de 1899      | 23 de outubro de 1900                    | Partido Conservador                                                              | 1899                | Rainha Regente Maria Cristina da Áustria (1886-1902)         |
|                                          | Marcelo Azcárraga (1832-1915)                                         | 23 de outubro de 1900   | 6 de março de 1901                       | Partido Conservador                                                              | -                   | Rainha Regente Maria Cristina da Áustria (1886-1902)         |
|                                          | Práxedes Mateo Sagasta (1825-1903)                                    | 6 de março de 1901      | 6 de dezembro de 1902                    | Partido Liberal                                                                  | 1901                | Rainha Regente Maria Cristina da Áustria (1886-1902)         |
|                                          | Francisco Silvela (1843-1905)                                         | 6 de dezembro de 1902   | 20 de julho de 1903                      | Partido Conservador                                                              | -                   | Rei Afonso XIII (1902-1931)                                  |
|                                          | Raimundo Fernández Villaverde Marquês de Pozo Rubui (1848-1905)       | 20 de julho de 1903     | 5 de dezembro de 1903                    | Partido Conservador                                                              | 1903                | Rei Afonso XIII (1902-1931)                                  |
|                                          | Antonio Maura (1853-1925)                                             | 5 de dezembro de 1903   | 16 de dezembro de 1904                   | Partido Conservador                                                              | -                   | Rei Afonso XIII (1902-1931)                                  |
|                                          | Marcelo Azcárraga (1832-1915)                                         | 16 de dezembro de 1904  | 27 de janeiro de 1905                    | Partido Conservador                                                              | -                   | Rei Afonso XIII (1902-1931)                                  |
|                                          | Raimundo Fernández Villaverde Marquês de Pozo Rubui (1848-1905)       | 27 de janeiro de 1905   | 23 de junho de 1905                      | Partido Conservador                                                              | -                   | Rei Afonso XIII (1902-1931)                                  |
|                                          | Eugenio Montero Ríos (1832-1914)                                      | 23 de junho de 1905     | 1.º de dezembro de 1905                  | Partido Liberal                                                                  | 1905                | Rei Afonso XIII (1902-1931)                                  |
|                                          | Segismundo Moret (1833-1913)                                          | 1.º de dezembro de 1905 | 6 de julho de 1906                       | Partido Liberal                                                                  | -                   | Rei Afonso XIII (1902-1931)                                  |
|                                          | José López Domínguez (1829-1911)                                      | 6 de julho de 1906      | 30 de novembro de 1906                   | Partido Liberal                                                                  | -                   | Rei Afonso XIII (1902-1931)                                  |
|                                          | Segismundo Moret (1833-1913)                                          | 30 de novembro de 1906  | 4 de dezembro de 1906                    | Partido Liberal                                                                  | -                   | Rei Afonso XIII (1902-1931)                                  |
|                                          | Antonio Aguilar y Correa 8.º Marquês de la Vega de Armijo (1824-1908) | 4 de dezembro de 1906   | 25 de janeiro de 1907                    | Partido Liberal                                                                  | -                   | Rei Afonso XIII (1902-1931)                                  |
|                                          | Antonio Maura (1853-1925)                                             | 25 de janeiro de 1907   | 29 de outubro de 1909                    | Partido Conservador                                                              | 1907                | Rei Afonso XIII (1902-1931)                                  |
|                                          | Segismundo Moret (1833-1913)                                          | 29 de outubro de 1909   | 9 de fevereiro de 1910                   | Partido Liberal                                                                  | -                   | Rei Afonso XIII (1902-1931)                                  |
|                                          | José Canalejas (1854-1912)                                            | 9 de fevereiro de 1910  | 12 de novembro de 1912 (Morreu no cargo) | Partido Liberal                                                                  | 1910                | Rei Afonso XIII (1902-1931)                                  |
|                                          | Álvaro Figueroa 1.º Conde de Romanones (1863-1950)                    | 14 de novembro de 1912  | 27 de outubro de 1913                    | Partido Liberal (Romanistas)                                                     | -                   | Rei Afonso XIII (1902-1931)                                  |
|                                          | Eduardo Dato (1856-1921)                                              | 27 de outubro de 1913   | 9 de dezembro de 1915                    | Partido Conservador (Datista)                                                    | 1914                | Rei Afonso XIII (1902-1931)                                  |
|                                          | Álvaro Figueroa 1.º Conde de Romanones (1863-1950)                    | 9 de dezembro de 1915   | 19 de abril de 1917                      | Partido Liberal (Romanistas)                                                     | 1916                | Rei Afonso XIII (1902-1931)                                  |
|                                          | Manuel García Prieto Conde de Alhucemas (1859-1938)                   | 19 de abril de 1917     | 11 de junho de 1917                      | Partido Liberal Democrata                                                        | -                   | Rei Afonso XIII (1902-1931)                                  |
|                                          | Eduardo Dato (1856-1921)                                              | 11 de junho de 1917     | 3 de novembro de 1917                    | Partido Conservador (Datista)                                                    | -                   | Rei Afonso XIII (1902-1931)                                  |
|                                          | Manuel García Prieto Conde de Alhucemas (1859-1938)                   | 3 de novembro de 1917   | 22 de março de 1918                      | Partido Liberal Democrata                                                        | 1918                | Rei Afonso XIII (1902-1931)                                  |
|                                          | Antonio Maura (1853-1925)                                             | 22 de março de 1918     | 9 de novembro de 1918                    | Partido Conservador (Maurista)                                                   | -                   | Rei Afonso XIII (1902-1931)                                  |
|                                          | Manuel García Prieto Conde de Alhucemas (1859-1938)                   | 9 de novembro de 1918   | 5 de dezembro de 1918                    | Partido Liberal Democrata                                                        | -                   | Rei Afonso XIII (1902-1931)                                  |
|                                          | Álvaro Figueroa 1.º Conde de Romanones (1863-1950)                    | 5 de dezembro de 1918   | 19 de abril de 1919                      | Partido Liberal (Romanistas)                                                     | -                   | Rei Afonso XIII (1902-1931)                                  |
|                                          | Antonio Maura (1853-1925)                                             | 19 de abril de 1919     | 20 de julho de 1919                      | Partido Conservador (Mauristas)                                                  | 1919                | Rei Afonso XIII (1902-1931)                                  |
|                                          | Joaquín Sánchez de Toca (1852-1942)                                   | 20 de julho de 1919     | 12 de dezembro de 1919                   | Partido Conservador (Datista)                                                    | -                   | Rei Afonso XIII (1902-1931)                                  |
|                                          | Manuel Allendesalazar Muñoz (1856-1923)                               | 12 de dezembro de 1919  | 5 de maio de 1920                        | Partido Conservador                                                              | -                   | Rei Afonso XIII (1902-1931)                                  |
|                                          | Eduardo Dato (1856-1921)                                              | 5 de maio de 1920       | 8 de março de 1921 (Assassinado)         | Partido Conservador (Datista)                                                    | 1920                | Rei Afonso XIII (1902-1931)                                  |
|                                          | Manuel Allendesalazar Muñoz (1856-1923)                               | 13 de março de 1921     | 18 de agosto de 1921                     | Partido Conservador                                                              | -                   | Rei Afonso XIII (1902-1931)                                  |
|                                          | Antonio Maura (1853-1925)                                             | 18 de agosto de 1921    | 8 de março de 1922                       | Partido Conservador (Maurista)                                                   | -                   | Rei Afonso XIII (1902-1931)                                  |
|                                          | José Sánchez Guerra (1859-1935)                                       | 8 de março de 1922      | 7 de dezembro de 1922                    | Partido Conservador                                                              | -                   | Rei Afonso XIII (1902-1931)                                  |
|                                          | Manuel García Prieto Conde de Alhucemas (1859-1938)                   | 7 de dezembro de 1922   | 15 de setembro de 1923 (Deposto)         | Partido Liberal Democrata                                                        | 1923                | Rei Afonso XIII (1902-1931)                                  |
|                                          | Miguel Primo de Rivera 2.º Marquês de Estella (1870-1930)             | 15 de setembro de 1923  | 30 de janeiro de 1930                    | União Patriótica                                                                 | -                   | Rei Afonso XIII (1902-1931)                                  |
|                                          | Dámaso Berenguer 1.º Conde de Xauen (1873-1953)                       | 30 de janeiro de 1930   | 18 de fevereiro de 1931                  | Nenhum Militar                                                                   | -                   | Rei Afonso XIII (1902-1931)                                  |
|                                          | Juan Bautista Aznar-Cabañas (1860-1933)                               | 18 de fevereiro de 1931 | 14 de abril de 1931                      | Nenhum Militar                                                                   | -                   | Rei Afonso XIII (1902-1931)                                  |
| Segunda República Espanhola (1931-1939)  |                                                                       |                         |                                          |                                                                                  |                     |                                                              |
|                                          | Niceto Alcalá-Zamora (1877-1949)                                      | 14 de abril de 1931     | 14 de outubro de 1931                    | Direita Liberal Republicana                                                      | 1931                | Presidente do Governo Provisório Niceto Alcalá-Zamora (1931) |
|                                          | Manuel Azaña Díaz (1880-1940)                                         | 14 de outubro de 1931   | 12 de setembro de 1933                   | Ação Republicana                                                                 | -                   | Presidente Niceto Alcalá-Zamora (1931-1936)                  |
|                                          | Alejandro Lerroux (1864-1949)                                         | 12 de setembro de 1933  | 8 de outubro de 1933                     | Partido Republicano Radical                                                      | -                   | Presidente Niceto Alcalá-Zamora (1931-1936)                  |
|                                          | Diego Martínez Barrio (1883-1962)                                     | 8 de outubro de 1933    | 16 de dezembro de 1933                   | Partido Republicano Radical                                                      | 1933                | Presidente Niceto Alcalá-Zamora (1931-1936)                  |
|                                          | Alejandro Lerroux (1864-1949)                                         | 16 de dezembro de 1933  | 28 de abril de 1934                      | Partido Republicano Radical                                                      | -                   | Presidente Niceto Alcalá-Zamora (1931-1936)                  |
|                                          | Ricardo Samper (1881-1938)                                            | 28 de abril de 1934     | 4 de outubro de 1934                     | Partido Republicano Radical                                                      | -                   | Presidente Niceto Alcalá-Zamora (1931-1936)                  |
|                                          | Alejandro Lerroux (1864-1949)                                         | 4 de outubro de 1934    | 25 de setembro de 1935                   | Partido Republicano Radical                                                      | -                   | Presidente Niceto Alcalá-Zamora (1931-1936)                  |
|                                          | Joaquín Chapaprieta (1871-1951)                                       | 25 de setembro de 1935  | 14 de dezembro de 1935                   | Independente                                                                     | -                   | Presidente Niceto Alcalá-Zamora (1931-1936)                  |
|                                          | Manuel Portela (1867-1952)                                            | 16 de dezembro de 1935  | 19 de fevereiro de 1936                  | Centro Democrático                                                               | 1936                | Presidente Niceto Alcalá-Zamora (1931-1936)                  |
|                                          | Manuel Azaña Díaz (1880-1940)                                         | 16 de fevereiro de 1936 | 10 de maio de 1936                       | Esquerda Republicana                                                             | 1936                | Presidente Niceto Alcalá-Zamora (1931-1936)                  |
|                                          | Augusto Barcía Trelles (1881-1961)                                    | 10 de maio de 1936      | 13 de maio de 1936                       | Esquerda Republicana                                                             | -                   | Presidente Manuel Azaña Díaz (1936-1939)                     |
|                                          | Santiago Casares Quiroga (1884-1950)                                  | 13 de maio de 1936      | 18 de julho de 1936                      | Esquerda Republicana                                                             | -                   | Presidente Manuel Azaña Díaz (1936-1939)                     |
|                                          | Diego Martínez Barrio (1883-1962)                                     | 18 de julho de 1936     | 19 de julho de 1936                      | União Republicana                                                                | -                   | Presidente Manuel Azaña Díaz (1936-1939)                     |
|                                          | José Giral (1879-1962)                                                | 19 de julho de 1936     | 4 de setembro de 1936                    | Esquerda Republicana                                                             | -                   | Presidente Manuel Azaña Díaz (1936-1939)                     |
|                                          | Francisco Largo Caballero (1869-1946)                                 | 4 de setembro de 1936   | 17 de maio de 1937                       | Partido Socialista Operário Espanhol                                             | -                   | Presidente Manuel Azaña Díaz (1936-1939)                     |
|                                          | Juan Negrín (1892-1956)                                               | 17 de maio de 1937      | 5 de março de 1939                       | Partido Socialista Operário Espanhol                                             | -                   | Presidente Manuel Azaña Díaz (1936-1939)                     |
|                                          | José Miaja (1878-1958)                                                | 5 de março de 1939      | 28 de março de 1939                      | Nenhum Militar                                                                   | -                   | Presidente do Conselho de Defesa José Miaja (1939)           |
| Espanha Franquista (1938-1973)           |                                                                       |                         |                                          |                                                                                  |                     |                                                              |
|                                          | Francisco Franco (1892-1975)                                          | 30 de janeiro de 1938   | 9 de junho de 1973                       | Movimento Nacional (Militar)                                                     | -                   | Caudilho Francisco Franco (1936-1975)                        |
|                                          | Luis Carrero Blanco (1904-1973)                                       | 9 de junho de 1973      | 20 de dezembro de 1973 (Assassino)       | Movimento Nacional (Militar)                                                     | -                   | Caudilho Francisco Franco (1936-1975)                        |
|                                          | Carlos Arias Navarro (1908-1989)                                      | 20 de dezembro de 1973  | 5 de dezembro de 1975                    | Movimento Nacional (Civil)                                                       | -                   | Caudilho Francisco Franco (1936-1975)                        |
| Reino de Espanha (1975-atualidade)       |                                                                       |                         |                                          |                                                                                  |                     |                                                              |
|                                          | Carlos Arias Navarro (1908-1989)                                      | 5 de dezembro de 1975   | 1.º de julho de 1976                     | Movimento Nacional                                                               | -                   | Rei João Carlos (1975-2014)                                  |
|                                          | Adolfo Suárez (1932-2014)                                             | 5 de julho de 1976      | 26 de fevereiro de 1981                  | Movimento Nacional (até 1977) União de Centro Democrático (UDC) (Depois de 1977) | 1977 1979           | Rei João Carlos (1975-2014)                                  |
|                                          | Leopoldo Calvo-Sotelo (1926-2008)                                     | 26 de fevereiro de 1981 | 2 de dezembro de 1982                    | União de Centro Democrático (UDC)                                                | 1979                | Rei João Carlos (1975-2014)                                  |
|                                          | Felipe González (n.1942)                                              | 2 de dezembro de 1982   | 5 de maio de 1996                        | Partido Socialista Operário Espanhol (PSOE)                                      | 1982 1986 1989 1993 | Rei João Carlos (1975-2014)                                  |
|                                          | José María Aznar (n.1953)                                             | 5 de maio de 1996       | 17 de abril de 2004                      | Partido Popular (PP)                                                             | 1996 2000           | Rei João Carlos (1975-2014)                                  |
|                                          | José Luis Rodríguez Zapatero (n.1960)                                 | 17 de abril de 2004     | 21 de dezembro de 2011                   | Partido Socialista Operário Espanhol (PSOE)                                      | 2004 2008           | Rei João Carlos (1975-2014)                                  |
|                                          | Mariano Rajoy (n.1955)                                                | 21 de dezembro de 2011  | 1.º de junho de 2018 (Censurado)         | Partido Popular (PP)                                                             | 2011 2016           | Rei João Carlos (1975-2014)                                  |
|                                          | Pedro Sánchez (n.1972)                                                | 2 de junho de 2018      | Presente                                 | Partido Socialista Operário Espanhol (PSOE)                                      | 2019 2023           | Rei Filipe VI (2014-presente)                                |